# オンディネア・プルプレア
オンディネア・プルプレア Ondinea purpurea はスイレン科の水草の1つ。オーストラリアに産し、この属には本種1種のみが含まれている。細長い水中葉と楕円形の浮葉を出す。ただし本種がスイレン属のものとの判断が提出されてもいる。その場合の学名は Nymphaea ondinea である。ここでは独立属の形で記事にする。

## 概説
オンディネア・プルプレアは水中葉と浮き葉をつける水草である。1970年に記載された時、スイレン科に属し、スイレン属にごく近い新属新種とされた。オーストラリアのキンバリー高原の一部の小川にのみ生育し、乾期には水がなくなり、地下の塊茎のみで休眠する。葉は水中には細長いほこ型の水中葉を伸ばし、浮葉は楕円形で基部はやはり左右に突き出る。これらはスイレン属にもみられる特徴ではあるが、普通は浮葉が出ると水中葉が衰えるのに対し、本種では水中葉が浮葉よりよく発達する。また花は長い花茎の上につき、水面から上に咲く。この点もスイレンと同じで、花の構造も基本的には似ているが、その形は多分に独特である。まず萼片がスイレン属と同じ4枚で宿在性だが、本種ではこれらは強く反り返る。その内側は円柱形に上向きに突き出しており、その円柱の上に雄蘂と雌蘂が並ぶ。雄しべは多数が円周に並ぶが、それらは次第に外向きに反り返って最後には葯が下を向く。その内側に多数の心皮からなる雌しべがあるが、その中心からは花軸が上に突き出す。花弁はないが、後に花弁のあるものが発見され、これは本種の亜種と位置づけられた。いずれにせよスイレン属に近縁ながら独特の形態を持つ単形の属と認められてきた。しかし分子系統の研究がスイレン属で行われると、本種がスイレン属の系統樹の中に収まってしまうことが見いだされた。そのために本種をスイレン属のものとして扱う説が発表され、それによると学名は Nymphaea ondinea となる。しかし以前の学名を見ることも多く、旧学名の扱いをしておく。

## 特徴
地下に塊茎を持つ多年生の水草。塊茎は長さ15-25mm、幅7-17mm。しかし時に長さ2-3mに達し、砂の中に埋まっている。根は根茎の上の方から出てほとんど分枝しない。葉には2形があり、浮葉は卵形。大きさは長さ7cm、幅2cmで、その表面は照りのある明るい緑で、裏面は紫をおびる。水中葉は細長い線形で葉身は10-25cmになり、縁は波打っている。ただし基部は左右が突き出して、全体では矢尻型となる。
花茎は表面に多数の縦線があり、長さ20-35cmあり、水面より10cmほど上に花を着ける。花の萼片は4枚で長さは9-17mm、幅1.5-3mm、開花時には反り返る。果実の時期には拡がる。花弁は基亜種にはないが、4枚の紫色の花弁をつける亜種がある。萼の内側は高く細長く盛り上がった花床となっており、この花床は細長くて長さ5-9mm、基部で幅4-7mmで萼から雄しべの基部まではピンクで滑らかで、その先端中央に柱頭があり、その周囲を雄しべが取り囲む。雄しべは15-30本ほどあり、太いものから細いものまで様々な形のものがならぶ。花糸は基部が幅広く、葯に向かって細まり、最初は先端から外向きに斜めに出るが、次第に反り返って先端が下向きになる。柱頭からは粘液が出て、これがハチの足に付着して送粉を助けるものとなっている。柱頭の真ん中から花軸が突き出して高さ2.5-3mmあって先端は膨らんでいる。果実は液果で卵形になり、多数の種子を含んでいる。種子は径1mmほどで、果実から出ると水底に沈む。
属の学名はゲルマン神話のウンディーネに由来する。

## 分布と生育環境
西オーストラリア州のキンバリー高原の北部のみに生育する。
砂岩の上を流れる澄んだ水の流れる場所に生育しており、その姿が見られるのは1-5月の雨期である。乾期には葉を失い、地下深くの塊茎が休眠してこの時期を過ごす。この種の生育するとこは水のある時期には15-60cmほどの水深となり、根茎は地中の深さ30-45cmに埋まっている。

### 花に関して
この花は三日間開花する。雌性先熟で、第1日目の花は柱頭のくぼみに粘液を分泌し、花粉を受け付ける。花は鮮やかで光を反射する花被を備え、花粉は訪れた昆虫の身体からここに落ちて受粉が行われる。第2日と第3日はこの花は機能的には雄しべのみがある状態である。

## 分類
本種は新属新種として記載され、その後に発見されたものは本種の亜種とされ、それ以後追加の種は発見されていないので、1種のみの単形属となっている。
- Ondinea
  - O. purpurea
    - O. puuruprea subsp. purpurea：基亜種で花弁はない。
    - O. purpurea subsp. petaloidea：亜種ペタロイデア、花弁がある。

しかし2009年に分子系統の情報から本種はスイレン属の中に位置づけられるとの結果が得られ、そこに含めて名前をニンファエア・オンディネア Nymphaea ondinea とすることが提案されている。

## 経緯
本種が記載されたのは1970年のことで、Hartog は東オーストラリアの植物標本館から贈られた標本をスイレン科の新属新種であろうと判断した。彼はそれ以外の標本をも検討してこの種を記載した。彼はこの種がスイレン属に近縁であり、スイレン科のそれ以外の属(この時点では8属であった)よりはるかにスイレン属に近いとした上で、花について大雑把に言えば花弁のないスイレン属の花であるとまで述べている。他方で彼はスイレン属との違いも列挙している。それも花弁がないことだけではなく、雄しべの葯がスイレン属では内向きに裂開するのに対して本種では横向きに裂開すること、雌しべのひだ状の柱頭が並んでいる状態がスイレン属のように柱頭盤を形成しないこと、中央にある花軸がよりはっきりしていること等をあげ、また種子に仮種皮がないことも指摘している。さらに水中葉の違いにも言及し、属を区別する特徴として捉えられるのではないかとしている。彼によると本種の矢尻型の水中葉は独特で、スイレン属の他の種では多少とも心臓型になり、このような三角に近い葉型になるのはいくつかの種の種子から発芽した幼い植物にのみ見られるもので、成熟したものでは決して見られないという。
その後1983年に本種の花について研究したSchneiderが本種に花弁を持つものを発見し、これを亜種として記載した。これは分布の上でも区別されているために亜種の扱いとなっている。
2007年にBorsch らがスイレン属の種内の分子系統をについて検討を行った。この当時スイレン目が種子植物の系統のもっとも基底近くで分化した群であることが認められつつあったが、そのために用いられたスイレン属のデータが単一種のみであったこと、スイレン属内の系統が判明しておらず、また意外にその内部に形態的な多様性があることが明らかにされてきた中でその検討が重要となっていた。スイレン属は40-50種が世界に広く分布するが、これを5つの亜属に分けることが行われてきた。そこでスイレン属の各亜属に含まれる計37種と、スイレン科の他の属すべてから代表的なもの、及びスイレン科に近縁とされるハゴロモモ科のものについて検討を行った。その結果、スイレン属の単系統性は明らかになり、亜属について多少の配置見直しが検討されたが、同時に本種がスイレン属の系統の中に、それもかなり中の方に収まることが示されたのである。スイレン属の亜属はそれぞれに分布域が明確で、本種はその内の subg. Anecphya の系統におさまったのだが、この亜属の分布域はまさにオーストラリアとニュージーランドである。彼らは本種がこの位置に納まったことを「驚くべき発見」(surprising finding)としながらも、本種の位置づけについてはより検討を要すとした。
Loehne らはさらに多くの分枝情報を集め、また細部の形質を検討し、本種と subg. Anecphya を中心とするスイレン属との共通の特徴を数多く提示した。また、本属の目立つ特徴である水中葉にしてもスイレン属にも例がないわけではなく、特に流水環境に結びついて見られると言い、つまり本種の生育環境に呼応している。Nymphaea hastifolia では幼時の矢尻型の葉をつけることはこの種の特徴とされているが、この種は系統分析で本種に最も近い位置にある種である。もう一つ、本種をスイレン属とはっきり異なる特徴として長く突き出た花床（Hartogは子房とした）がある。仮説として、これが柱頭の粘液の存在するレベルを高めるためであり、それによって花粉媒介を効果的にする、との考えが提出されている。この構造への理解はまだ不十分であるが、特殊な適応が求められたことによる可能性があるかもしれないとの考えもある。いずれにせよこのような点を考えた上で分子系統の結果を配慮すると、本種をスイレン属の subg. Anecphya に位置づけるのは当然との判断で、学名についてはそのまま属名を変えると N. purpurea となるのであるが、この学名はすでに使われているため、新しい名として N. ondinea を与えた。また花弁のある亜種は　N. ondinea subsp. petaloidea となる。

## 利用
現地の先住民であるアボリジニはこれを食用に用いる。種子はそのまま生で食べ、塊茎は熱い灰を用いて蒸し焼きにする。